# Les Alleuds (Maine-et-Loire)
Les Alleuds korábbi község Franciaország Loire mente régiójában, Maine-et-Loire megyében. 2016. december 15-én kilenc másik korábbi községgel egyesült és Brissac Loire Aubance új község része lett.
Lakosainak száma 905 fő (2018. január 1.). Les Alleuds Brissac-Quincé, Charcé-Saint-Ellier-sur-Aubance, Chavagnes, Luigné, Notre-Dame-d’Allençon és Saulgé-l’Hôpital községekkel határos.

## Népesség
A település népességének változása:
| Lakosok száma | 431  | 402  | 449  | 564  | 636  | 887  | 879  | 886  | 904  | 905  |
|               | 1968 | 1975 | 1982 | 1990 | 1999 | 2011 | 2013 | 2015 | 2017 | 2018 |